# Sacodiscus littoralis
Sacodiscus littoralis is een eenoogkreeftjessoort uit de familie van de Tisbidae. De wetenschappelijke naam van de soort werd in 1904 voor het eerst geldig gepubliceerd door Georg Ossian Sars.